# Abu Dhabi Open 2024
Abu Dhabi Open 2024 a fost un turneu profesionist de tenis feminin care s-a jucat pe terenuri dure în aer liber. A fost cea de-a treia ediție a turneului ca eveniment WTA 500 din Circuitul WTA 2024. S-a desfășurat la Centrul Internațional de Tenis din Abu Dhabi, în perioada 5–11 februarie 2024.

## Campioni

### Simplu
Pentru mai multe informații consultați Abu Dhabi Open 2024 – Simplu

### Dublu
Pentru mai multe informații consultați Abu Dhabi Open 2024 – Dublu

## Puncte și premii în bani

### Distribuția punctelor
| Probă  | C   | F   | SF  | QF  | R16 | R32 | Q   | Q2  | Q1  |
| Simplu | 500 | 325 | 195 | 108 | 60  | 1   | 25  | 13  | 1   |
| Dublu  | 500 | 325 | 195 | 108 | 1   | N/A | N/A | N/A | N/A |

### Premii în bani
| Probă  | C         | F        | SF       | QF       | R16      | R32     | Q2      | Q1      |
| Simplu | 142.000 $ | 87.665 $ | 51.205 $ | 24.910 $ | 13.590 $ | 9.820 $ | 6.603 $ | 3.380 $ |
| Dublu* | 47.390 $  | 28.720 $ | 16.430 $ | 8.510 $  | 5.140 $  | N/A     | N/A     | N/A     |

*per echipă